# Герой (филм, 1983)
„Герой“ (на хинди: हीरो; на английски: Hero) е индийски екшън от 1983 година с Джаки Шроф и Минакши Шешадри в главните роли.
Джаки Шроф играе на едноименната главната роля във филма, който се празнува. Актриса Минакши Шешадри, бившата Мис Индия, също стана известна роля в този филм. През 2015 г. той направи римейк на същото име

## Сюжет
Внимание:  Текстът по-долу разкрива сюжета на произведението (или части от него)!
Историята започва, когато колана известен престъпник Паша, потъва в затвора бивш генерален инспектор на полицията, Шрикант Матхур. За да бъде спасена, Паша каза, че неговата кръстница, Джаки. Джаки отива Шрикант Матхур и го заплаши. След това отвличане дъщеря му Радха. Той ѝ казва за него и бандата му от полицаи и те я отвежда в джунглата, за да я предпази от бандитите, които обитават къщата. Скоро той се влюби. Въпреки това, тя научава, че той е грубиян. Въпреки това, не го напусне, но аз го насърчи да се предадат. Джаки отива в полицията, където той е бил близо до две години.
След завръщането си у дома, всичко Радха Дамодар казал на брат си. За да я предпази от ожени за друга, Дамодар призовава своя приятел Джими да разкрие тяхната любов. Но Джими се съобразил с положението и се влюбва в Рада. След завръщането, Джаки започва да работи в гаража и се опитва да се възстанови. Независимо от това, Шрикант го изхвърли от живота си. След много дни и събитията, които последваха, Дамодар научих, че Джими контрабандист на наркотици. След като е освободен от затвора, Пашата Парцели отмъщение срещу Шрикант и Джаки и отвлече Радха Дамодар и Шрикант. Джаки идва в последния момент и да ги освободи. И накрая, Шрикант одобрен Радха да се ожени за Джаки.

## В ролите
| Актьор          | Роля                   |
| --------------- | ---------------------- |
| Джаки Шроф      | Джаки Дада / Джайкишан |
| Минакши Шешадри | Радха                  |
| Санджив Кумар   | Дамодар Матхур         |
| Шами Капур      | Шриканха Матхур        |
| Амриш Пури      | Паша                   |
| Мадан Пури      | Барат                  |
| Бинду           | Джамуна                |
| Барат Бхушан    | Раму                   |
| Шакти Капур     | Джими                  |

## Музика
Музиката за този филм е композирана от Лаксмикант-Пиарелал.
Песни
- Ding Dong
- Mahobbat Ye Mahobbat
- Lambi Judaai
- Nindya Se Jaagi Bahaar
- Pyar Karne Wale Kabhi Darte Nahi
- Tu Mera Hero Hai